# Pyrophilie (déviance)
Ne doit pas être confondu avec la pyrophilie(plantes) ou la pyromanie
 (avril 2025).
Motif : Doublon avec la Pyromanie ? Voir PDD (avis de 34-S-H).
- Archive Wikiwix
- Bing
- Cairn
- DuckDuckGo
- E. Universalis
- Gallica
- Google
- G. Books
- G. News
- G. Scholar
- Persée
- Qwant
- (zh) Baidu
- (ru) Yandex
- (wd) trouver des œuvres sur Wikidata

| 1. | Préciser le motif de la pose du bandeau. | Précisez le motif de la pose du bandeau en utilisant la syntaxe suivante : {{admissibilité à vérifier\|date=mai 2025\|motif=remplacez ce texte par le motif}}                              |
| 2. | Informer les utilisateurs concernés.     | Pensez à avertir le créateur de l'article, par exemple, en insérant le code ci-dessous sur sa page de discussion : {{subst:avertissement admissibilité à vérifier\|Pyrophilie (déviance)}} |

La pyrophilie(du grèc pyr 'feu' et philein 'aimer') est une fascination pour le feu en lui même comme dans les objets destinés à sa création, ce qui ne relève pas forcément du trouble pyromane et n'est pas en soi un problème psychiatrique.

## Collection
Ce mot est aussi associé par extension à la collection  de briquets,. Cette collection est limitée cet objet et ne s'étend pas au reste de la  pyrogénophilie.

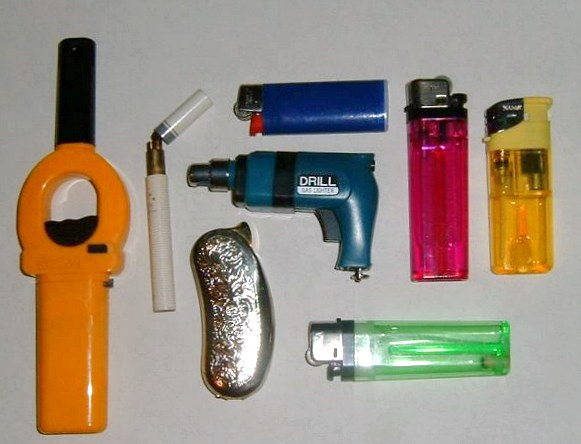

## Trouble Psychiatrique
« pyrolagnie » redirige ici. Pour les autres significations, voir pyrolagnie (homonymie).
La pyrophilie ou pyrolagnie,
s'agirait aussi d'une forme rare de déviance sexuelle en rapport avec la pyromanie,. Le feu ou les pyrogène provoqueraient chez l'individu des pulsions sexuelles qui pourraient devenir extrêmement dangereuses pour la personne et pour son entourage. La pathologie nécessite donc une prise en charge psychiatrique.